# Tour de Suisse 2011
Die 75. Tour de Suisse fand vom 11.–19. Juni 2011 in neun Etappen statt. Es gab vier Bergankünfte, eine davon in Liechtenstein und eine in Österreich. Abschliessend gab es ein Einzelzeitfahren in Schaffhausen.

## Etappen
Der Etappenplan wurde am 4. Oktober 2010 der Öffentlichkeit präsentiert.
| Etappe    | Tag      | Start und Ziel                  | km    | Typ           | Etappensieger     | Gelbes Trikot     |
| --------- | -------- | ------------------------------- | ----- | ------------- | ----------------- | ----------------- |
| 1. Etappe | 11. Juni | Lugano – Lugano                 | 07,3  |               | Fabian Cancellara | Fabian Cancellara |
| 2. Etappe | 12. Juni | Airolo – Crans-Montana          | 147,8 | Gebirgsetappe | Mauricio Soler    | Mauricio Soler    |
| 3. Etappe | 13. Juni | Brig-Glis – Grindelwald         | 107,6 | Gebirgsetappe | Peter Sagan       | Damiano Cunego    |
| 4. Etappe | 14. Juni | Grindelwald – Huttwil           | 198,4 | Bergetappe    | Thor Hushovd      | Damiano Cunego    |
| 5. Etappe | 15. Juni | Huttwil – Tobel-Tägerschen      | 204,2 | Bergetappe    | Borut Božič       | Damiano Cunego    |
| 6. Etappe | 16. Juni | Tobel-Tägerschen – Malbun (LIE) | 157,7 | Gebirgsetappe | Steven Kruijswijk | Damiano Cunego    |
| 7. Etappe | 17. Juni | Vaduz (LIE) – Serfaus (AUT)     | 222,8 | Gebirgsetappe | Thomas De Gendt   | Damiano Cunego    |
| 8. Etappe | 18. Juni | Tübach – Schaffhausen           | 172,4 | Flachetappe   | Peter Sagan       | Damiano Cunego    |
| 9. Etappe | 19. Juni | Schaffhausen – Schaffhausen     | 032,1 |               | Fabian Cancellara | Levi Leipheimer   |

### 1. Etappe: Lugano – Lugano
|    | Fahrer             | Nation             | Team | Zeit        |
| -- | ------------------ | ------------------ | ---- | ----------- |
| 1. | Fabian Cancellara  | Schweiz            | LEO  | 9:41:83 min |
| 2. | Tejay van Garderen | Vereinigte Staaten | THR  | + 0:09 min  |
| 3. | Peter Sagan        | Slowakei           | LIQ  | + 0:17 min  |
| 4. | Gustav Larsson     | Schweden           | SBS  | + 0:17 min  |
| 5. | Andreas Klöden     | Deutschland        | RSH  | + 0:18 min  |

### 2. Etappe: Airolo – Crans-Montana
|    | Fahrer         | Nation      | Team | Zeit         |
| -- | -------------- | ----------- | ---- | ------------ |
| 1. | Mauricio Soler | Kolumbien   | MOV  | 4:23:20 h    |
| 2. | Damiano Cunego | Italien     | LAM  | + 0:12 min   |
| 3. | Fränk Schleck  | Luxemburg   | LEO  | gleiche Zeit |
| 4. | Danilo Di Luca | Italien     | KAT  | + 0:16 min   |
| 5. | Bauke Mollema  | Niederlande | RAB  | + 0:18 min   |

|    | Fahrer             | Nation             | Team | Zeit       |
| -- | ------------------ | ------------------ | ---- | ---------- |
| 1. | Mauricio Soler     | Kolumbien          | MOV  | 4:33:19 h  |
| 2. | Damiano Cunego     | Italien            | LAM  | + 0:16 min |
| 3. | Bauke Mollema      | Niederlande        | RAB  | + 0:22 min |
| 4. | Tejay van Garderen | Vereinigte Staaten | THR  | + 0:27 min |
| 5. | Fränk Schleck      | Luxemburg          | LEO  | + 0:31 min |

### 3. Etappe: Brig-Glis – Grindelwald
|    | Fahrer           | Nation      | Team | Zeit         |
| -- | ---------------- | ----------- | ---- | ------------ |
| 1. | Peter Sagan      | Slowakei    | LIQ  | 3:09:47 h    |
| 2. | Damiano Cunego   | Italien     | LAM  | gleiche Zeit |
| 3. | Jakob Fuglsang   | Danemark    | LEO  | + 0:21 min   |
| 4. | Laurens ten Dam  | Niederlande | RAB  | gleiche Zeit |
| 5. | Giampaolo Caruso | Italien     | KAT  | + 0:48 min   |

|    | Fahrer             | Nation             | Team | Zeit       |
| -- | ------------------ | ------------------ | ---- | ---------- |
| 1. | Damiano Cunego     | Italien            | LAM  | 7:43:16 h  |
| 2. | Mauricio Soler     | Kolumbien          | MOV  | + 0:54 min |
| 3. | Bauke Mollema      | Niederlande        | RAB  | + 1:16 min |
| 4. | Laurens ten Dam    | Niederlande        | RAB  | + 1:19 min |
| 5. | Tejay van Garderen | Vereinigte Staaten | THR  | + 1:21 min |

### 4. Etappe: Grindelwald – Huttwil
|    | Fahrer                 | Nation   | Team | Zeit         |
| -- | ---------------------- | -------- | ---- | ------------ |
| 1. | Thor Hushovd           | Norwegen | GRM  | 4:46:05 h    |
| 2. | Peter Sagan            | Slowakei | LIQ  | gleiche Zeit |
| 3. | Marco Marcato          | Italien  | VCD  | + 0:02 min   |
| 4. | José Joaquín Rojas Gil | Spanien  | MOV  | gleiche Zeit |
| 5. | Óscar Freire           | Spanien  | RAB  | gleiche Zeit |

|    | Fahrer             | Nation             | Team | Zeit       |
| -- | ------------------ | ------------------ | ---- | ---------- |
| 1. | Damiano Cunego     | Italien            | LAM  | 12:29:16 h |
| 2. | Mauricio Soler     | Kolumbien          | MOV  | + 0:54 min |
| 3. | Bauke Mollema      | Niederlande        | RAB  | + 1:16 min |
| 4. | Laurens ten Dam    | Niederlande        | RAB  | + 1:19 min |
| 5. | Tejay van Garderen | Vereinigte Staaten | THR  | + 1:21 min |

### 5. Etappe: Huttwil – Tobel-Tägerschen
|    | Fahrer                 | Nation             | Team | Zeit         |
| -- | ---------------------- | ------------------ | ---- | ------------ |
| 1. | Borut Božič            | Slowenien          | VCD  | 4:44:48 h    |
| 2. | Óscar Freire           | Spanien            | RAB  | gleiche Zeit |
| 3. | Peter Sagan            | Slowakei           | LIQ  | gleiche Zeit |
| 4. | Tejay van Garderen     | Vereinigte Staaten | THR  | gleiche Zeit |
| 5. | José Joaquín Rojas Gil | Spanien            | MOV  | gleiche Zeit |

|    | Fahrer             | Nation             | Team | Zeit       |
| -- | ------------------ | ------------------ | ---- | ---------- |
| 1. | Damiano Cunego     | Italien            | LAM  | 17:14:11 h |
| 2. | Mauricio Soler     | Kolumbien          | MOV  | + 0:54 min |
| 3. | Bauke Mollema      | Niederlande        | RAB  | + 1:16 min |
| 4. | Laurens ten Dam    | Niederlande        | RAB  | + 1:19 min |
| 5. | Tejay van Garderen | Vereinigte Staaten | THR  | + 1:21 min |

### 6. Etappe: Tobel-Tägerschen – Malbun
|    | Fahrer            | Nation             | Team | Zeit         |
| -- | ----------------- | ------------------ | ---- | ------------ |
| 1. | Steven Kruijswijk | Niederlande        | RAB  | 4:12:03 h    |
| 2. | Levi Leipheimer   | Vereinigte Staaten | RSH  | + 0:09       |
| 3. | Damiano Cunego    | Italien            | LAM  | + 0:18       |
| 4. | Bauke Mollema     | Niederlande        | RAB  | + 0:21       |
| 5. | Giampaolo Caruso  | Italien            | KAT  | gleiche Zeit |

|    | Fahrer            | Nation             | Team | Zeit       |
| -- | ----------------- | ------------------ | ---- | ---------- |
| 1. | Damiano Cunego    | Italien            | LAM  | 21:26:28 h |
| 2. | Bauke Mollema     | Niederlande        | RAB  | + 1:23 min |
| 3. | Steven Kruijswijk | Niederlande        | RAB  | + 1:36 min |
| 4. | Fränk Schleck     | Luxemburg          | LEO  | + 1:41 min |
| 5. | Levi Leipheimer   | Vereinigte Staaten | RSH  | + 1:59 min |

### 7. Etappe: Vaduz – Serfaus
|    | Fahrer                 | Nation             | Team | Zeit      |
| -- | ---------------------- | ------------------ | ---- | --------- |
| 1. | Thomas De Gendt        | Belgien            | VCD  | 5:38:42 h |
| 2. | Andy Schleck           | Luxemburg          | LEO  | + 0:35    |
| 3. | José Joaquín Rojas Gil | Spanien            | MOV  | + 0:48    |
| 4. | Christian Vande Velde  | Vereinigte Staaten | GRM  | + 0:51    |
| 5. | Alberto Losada         | Spanien            | KAT  | + 0:54    |

|    | Fahrer            | Nation             | Team | Zeit       |
| -- | ----------------- | ------------------ | ---- | ---------- |
| 1. | Damiano Cunego    | Italien            | LAM  | 27:09:49 h |
| 2. | Bauke Mollema     | Niederlande        | RAB  | + 1:23 min |
| 3. | Steven Kruijswijk | Niederlande        | RAB  | + 1:36 min |
| 4. | Fränk Schleck     | Luxemburg          | LEO  | + 1:41 min |
| 5. | Levi Leipheimer   | Vereinigte Staaten | RSH  | + 1:59 min |

### 8. Etappe: Tübach – Schaffhausen
|    | Fahrer          | Nation                 | Team | Zeit         |
| -- | --------------- | ---------------------- | ---- | ------------ |
| 1. | Peter Sagan     | Slowakei               | LIQ  | 3:52:00 h    |
| 2. | Matthew Goss    | Australien             | THR  | gleiche Zeit |
| 3. | Ben Swift       | Vereinigtes Konigreich | SKY  | gleiche Zeit |
| 4. | Koldo Fernández | Spanien                | EUS  | gleiche Zeit |
| 5. | Thor Hushovd    | Norwegen               | GRM  | gleiche Zeit |

|    | Fahrer            | Nation             | Team | Zeit       |
| -- | ----------------- | ------------------ | ---- | ---------- |
| 1. | Damiano Cunego    | Italien            | LAM  | 31:01:49 h |
| 2. | Steven Kruijswijk | Niederlande        | RAB  | + 1:36 min |
| 3. | Fränk Schleck     | Luxemburg          | LEO  | + 1:41 min |
| 4. | Levi Leipheimer   | Vereinigte Staaten | RSH  | + 1:59 min |
| 5. | Bauke Mollema     | Niederlande        | RAB  | + 2:11 min |

### 9. Etappe: Schaffhausen – Schaffhausen
|    | Fahrer            | Nation             | Team | Zeit       |
| -- | ----------------- | ------------------ | ---- | ---------- |
| 1. | Fabian Cancellara | Schweiz            | LEO  | 00:41:01 h |
| 2. | Andreas Klöden    | Deutschland        | RSH  | + 0:09 min |
| 3. | Levi Leipheimer   | Vereinigte Staaten | RSH  | + 0:13 min |
| 4. | Nélson Oliveira   | Portugal           | RSH  | + 0:25 min |
| 5. | Tom Danielson     | Vereinigte Staaten | GRM  | + 0:38 min |

|    | Fahrer            | Nation             | Team | Zeit       |
| -- | ----------------- | ------------------ | ---- | ---------- |
| 1. | Levi Leipheimer   | Vereinigte Staaten | RSH  | 31:45:02 h |
| 2. | Damiano Cunego    | Italien            | LAM  | + 0:04 min |
| 3. | Steven Kruijswijk | Niederlande        | RAB  | + 1:02 min |
| 4. | Jakob Fuglsang    | Danemark           | LEO  | + 1:10 min |
| 5. | Bauke Mollema     | Niederlande        | RAB  | + 2:05 min |